# Maria Felipa Español Coll
Maria Felipa Español Coll   (Valls, 16 de febrer de 1910 - Barcelona, gener 1995), filla de Felipa Coll de Romero i de Francesc Español Llopis, fou una bibliotecària catalana, traductora, visitadora social i advocada laboralista.

## Biografia
Español nasqué en el si d'una família benestant de Valls; la família de la seva mare era propietària del Castell de Valls, el seu pare era advocat, i el seu germà gran Francesc, entomòleg, fou director del Museu de Zoologia de Barcelona. Va estudiar a l'Escola de Bibliotecàries, on acabà la carrera el 1936, obtenint el segon lloc de la promoció.
Quan esclatà la Guerra Civil, M. Felipa estava treballant a la Biblioteca de Catalunya dirigida pel professor Jordi Rubió. El 17 de febrer de 1937, la Conselleria de Cultura publicà el Decret per la creació del Servei de Biblioteques del Front (SBF) amb biblioteques a primera línia i als hospitals, a les cases de repòs i de convalescència, així com la fundació de subcentrals. Es crearen subcentrals a Cervera (fronts Nord i Centre) i a Tarragona (front Sud d'Aragó).
Segons Cugueró i Boada (1995), M. Felipa es va presentar voluntària al SBF. Començà a treballar a principis d'abril de 1937 a Sarinyena, tot i que ja havia començat abans a preparar el servei a Cervera, fins al març de 1938, quan cau el front aragonès i es perd la subcentral. Per aquesta tasca, va ser nomenada tinent. Sense subseu, va començar a servir en el bibliobús. El primer recorregut es feu el 3 de maig de 1938. Es van fer un total de catorze rutes fins que el 23 de gener de 1938 el bibliobús serviria per evacuar als escriptors de la Institució de les Lletres Catalanes i a les seves famílies: Francesc Trabal, Mercè Rodoreda, Armand Obiols i Joan Oliver entre d'altres. M. Felipa va romandre a Barcelona. Camí a Perpinyà, va fer parada a Girona on recolliria a més persones que fugien cap a la frontera francesa.
A l'obra de teatre L'abanderat, el bibliobús del front, apareix com a personatge.

### Després de la guerra
Una vegada acabada la guerra, la situació de les bibliotecàries va canviar totalment. Segons la Ley de Depuración de empleados públicos del 10 de febrer de 1939, es va acomiadar tots els funcionaris públics que no es van adherir al bàndol franquista. Els funcionaris del Cuerpo de Archiveros, Bibliotecarios y Arqueólogos van haver de passar per informes de la seva conducta moral i política. L'Escola de Bibliotecàries també es va veure afectada, s'hi va posar professorat nou i les bibliotecàries, a més d'acatar el Movimiento, es van haver de tornar a examinar. Davant d'aquesta situació i amb el seu historial de compromís amb la República, M. Felipa no va tornar a treballar de bibliotecària.
Va estudiar Filosofia i Lletres. Va fer de traductora del rus amb dos llibres publicats, un en castellà Cuando el destino nos obedece d'I. N. Potampenko', editat per Almirall el 1946, i el segon en català El Don de les plàcides aigües del futur Nobel (1965) Mikhaïl Xólokhov també editat per Almirall el 1965 i reeditat per Proa, amb traducció directa del rus compartida per E. Txelpànova. Es va llicenciar en Dret i va exercir com a advocada laboralista.
El 1947 Felipa Español fou campiona d'Espanya de llançament de disc i campiona de Catalunya de 80 metres tanques. També va guanyar el 2n premi a la cursa Jean Bouin de Barcelona.